# 阿拉斯泰爾·麥科庫代爾
阿拉斯泰爾·麥科庫代爾（Alastair McCorquodale，1925年12月5日—2009年2月27日），是蘇格蘭男子田徑運動員和板球運動員。
阿拉斯泰爾·麥科庫代爾出生在格拉斯哥希爾黑德，在哈羅公學接受教育。他曾於1948年在羅德板球場舉行的伊頓-哈羅板球對抗賽中第一個上場投球。他在1948年倫敦奧運會上代表英國參加田徑運動。他在100米決賽中因一張終點照片判定而失去一枚銅牌，但在4×100米接力賽中獲得銀牌。此後，他再也沒參加過賽跑。
他曾於1948年參加過自由森林人板球俱樂部與馬里波恩板球俱樂部（MCC），並於1951年參加米德爾塞克斯郡隊板球俱樂部的三場比賽，作為一名左撇子擊球手和右臂快速投球手。他於1951年至1952年與MCC一起巡迴加拿大。在他去世之前，他是米德爾塞克斯第一流板球運動員當中第七位最老的。
2009年2月27日，他在格蘭瑟姆去世。